# Kronfleisch

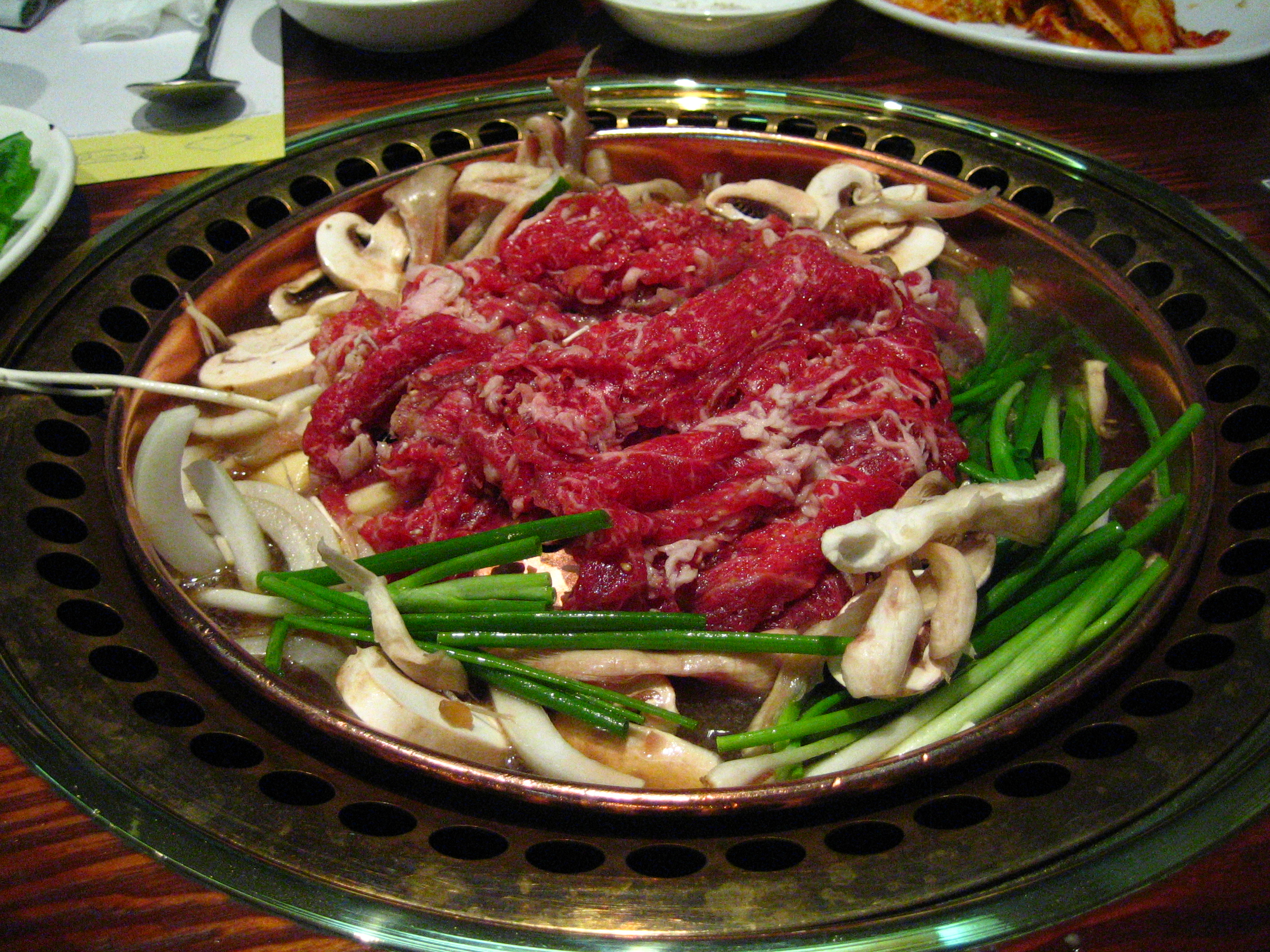
Kronfleisch im koreanischen Festessen Bulgogi

Als Kronfleisch (vor allem in Bayern und Österreich) oder Saumfleisch (französisch hampe) wird küchensprachlich das Muskelfleisch im Zwerchfell des Rinds bezeichnet.
Das zu den Innereien zählende, grobfaserige Fleisch wird in der Regel als einfaches Suppenfleisch, als Zutat von Bruckfleisch oder als Gulasch verwendet. Ein Teilstück, der Zwerchfellpfeiler, wird in der französischen Küche als Onglet (auf Deutsch auch Nierenzapfen) bezeichnet, und dort vor allem als kurz gegrilltes Steak zubereitet. Es ist nicht zu verwechseln mit dem dahinterliegenden Bürgermeisterstück. 
Das Kronfleisch ist herzhaft und weniger von Fett durchzogen als beispielsweise Entrecôte. Daher wird es in der Regel „blutig“ gegessen (saignant). Im Englischen heißt dieses Stück Hanger Steak. In der koreanischen Küche ist es die Basis von Bulgogi. In der japanischen Küche wird es als Harami (ハラミ) bezeichnet und ist beliebter Bestandteil eines Yakiniku-Menüs. 
Als Kronfleisch bayrische Art wird es kurz in Brühe gekocht, so dass es innen noch rosa ist. In der Münchner Küche wird es als Frühstücksspeise und Zwischenmahlzeit am Vormittag mit frisch geriebenem Meerrettich, kräftigem, dunklen Mischbrot, Senf, grobem Salz, Essiggurken und Schnittlauch serviert. Im Fichtelgebirge wird Kronfleisch am Schlachttag zum Abendessen gereicht, also einen Tag vor der Schlachtschüssel. Für Saures Kronfleisch wird das Fleisch blättrig geschnitten, mit gehackten Zwiebeln angebraten, mit Mehl bestäubt, mit Essig und Brühe abgelöscht, mit Kümmel, Majoran, Thymian und Petersilie gewürzt, weich gedünstet und mit saurer Sahne verfeinert.